# 鄭柔美
鄭柔美（韓語：정유미，1984年2月23日—），韓國女演員。

## 個人生活
2019年8月傳出與H.O.T.成員安七炫秘密戀愛兩年的消息，雙方強烈否認。2020年2月媒體再次報導兩人為戀愛關係，此次雙方承認戀情，安七炫經紀公司SM娛樂回应稱：「安七炫和郑柔美带着美好的感情正在交往中。」郑柔美所属社也承认：「两人一直保持着亲密的前后辈关系，最近发展成了恋人关系。」。

## 演出作品

### 電視劇
- 2004年：KBS《愛情的條件》飾演 孟寒芝
- 2004年：MBC《花王仙女》飾演 金惠彬
- 2007年：CCTV/SBS Plus《五星大饭店》飾演 金智愛
- 2008年：KBS《大王世宗》飾演 韩多燕
- 2009年：MBC《朋友，我們的傳說》飾演 閔恩智
- 2009年：MBC《寶石拌飯》飾演 李康芝
- 2010年：MBC《同伊》飾演 南貞任
- 2011年：SBS《千日的約定》飾演 盧享琪
- 2012年：SBS《屋塔房王世子》飾演 洪世娜／華蓉
- 2013年：《都市征伐》飾演 李丹菲（播出編制失敗，已停拍）
- 2013年：SBS《完美媽媽》飾演 高英彩
- 2014年：MBC《媽媽的庭院》飾演 徐允珠
- 2014年：JTBC《下女們》飾演 國仁葉
- 2015年：LINE TV《Secret Message》飾演 智秀
- 2015年：SBS《六龍飛天》飾演 妍熙
- 2016年：KBS《Master－麵條之神》飾演 蔡汝景
- 2016年：SBS《藍色海洋的傳說》飾演 金慧珍（特別出演）
- 2017年：SBS《Bravo My Life》飾演 河都娜 [5]
- 2018年：MBC《檢法男女》飾演 殷率 [6] [7]
- 2018年：OCN《Priest》飾演 咸恩皓 [8]
- 2019年：MBC《檢法男女2》飾演 殷率
- 2023年：ENA《能成為陌生人嗎》飾演 羅秀妍（特別出演）
- 2023年：Netflix《絕世網紅》飾演 黃裕梨（特別出演）
- 2024年：TVING《于氏王后》飾演 于順

### 電影
- 2002年：《你有交往的人嗎》
- 2003年：《单身贵族》
- 2003年：《偉大的遺產》
- 2003年：《實尾島風雲》
- 2004年：《人形师》
- 2005年：《夢精記2》
- 2005年：《大提琴》
- 2005年：《在面具，秘密自尊》
- 2005年：《舞者的純情》
- 2007年：《是兩個人》
- 2007年：《鬼魂奏鳴曲》
- 2007年：《黄真伊》
- 2011年：《寵物情人》
- 2012年：《完美廣播》
- 2012年：《君子道》
- 2014年：《隧道3D》
- 2022年：《誕生》

### MV
- 2006年：Ez-Life《不是妳，而是妳姐姐》（與金守美）
- 2011年：朴載範《Girlfriend》
- 2013年：鄭俊英《离别10分前》
- 2016年：鄭仁《UUU》

### 廣播節目
- 2016年：MBC FM4U《鄭柔美的FM約會》

## 綜藝節目
- 2013年：MBC《我們結婚了》第四季，第55-90回（與鄭俊英搭檔）

## 獎項
| 年份 | 頒獎典禮              | 獎項                            | 作品             | 結果 |
| ---- | --------------------- | ------------------------------- | ---------------- | ---- |
| 2011 | SBS演技大獎           | 新星獎                          | 《千日的約定》   | 獲獎 |
| 2012 | SBS演技大獎           | Drama Special部門女子優秀演技獎 | 《屋塔房王世子》 | 獲獎 |
| 2013 | MBC演藝大獎           | 綜藝部門女子新人獎              | 《我們結婚了》   | 獲獎 |
| 2016 | 第5屆APAN Star Awards | 長篇電視劇 女優秀演技獎         | 《六龍飛天》     | 獲獎 |
| 2018 | MBC演技大獎           | 月火迷你劇部門女子最優秀演技獎  | 《檢法男女》     | 獲獎 |
| 2019 | 第32屆画梅奖          | 最佳女演员                      | 《檢法男女2》    | 獲獎 |
| 2024 | 2024首尔国际电影大奖  | OTT部门特别演技奖               | 《于氏王后》     | 獲獎 |

## 外部連結
- 鄭柔美的Instagram帳戶 
- 鄭柔美在NAVER上的资料
- 鄭柔美在韩国电影数据库（KMDb）上的資料（韓語）
- 鄭柔美在互联网电影资料库（IMDb）上的資料（英文）
- 鄭柔美在HanCinema的頁面（英文）